# Ever last concert いつか、この空の下で…
『ever last concert いつか、この空の下で…』（エヴァー・ラスト・コンサート いつか、このそらのしたで…）は、1992年8月21日に発売された日本のフォークデュオ、ふきのとうのライブ・ビデオ。

## 概要
- 1990年10月21日に発売された『ふきのとう 15th ANNIVERSARY 少年達の夏』以来のライブ・ビデオであり、ふきのとう名義としては最後のライブ・ビデオである。
- ふきのとうのコンサートツアー『ever last concert 〜いつか、この空の下で〜』の模様を商品化したもの。
- ライブ・アルバム『ever last concert』と同時に発売された[2]。

## 収録曲
- 無印は、1992年5月5日 東京厚生年金会館にて収録。
- ▲は、1992年4月11日 沖縄市民会館にて収録。

| #   | タイトル                                      | 作詞                            | 作曲                            |
| --- | --------------------------------------------- | ------------------------------- | ------------------------------- |
| 1.  | 「やさしさとして想い出として (Instrumental)」 |                                 | 山木康世                        |
| 2.  | 「12月の雨」                                  | 山木康世                        | 山木康世                        |
| 3.  | 「6時のサイレン」                             | 細坪基佳                        | 細坪基佳                        |
| 4.  | 「ふる里に春が来た」                          | 山木康世                        | 山木康世                        |
| 5.  | 「風来坊」                                    | 山木康世                        | 山木康世                        |
| 6.  | 「ここは沖縄」(▲)                             | 山木康世                        | 山木康世                        |
| 7.  | 「Sentimental Boy」                           | 細坪基佳                        | 細坪基佳                        |
| 8.  | 「雨ふり道玄坂」                              | 山木康世                        | 山木康世                        |
| 9.  | 「ガス燈」                                    | 細坪基佳                        | 細坪基佳                        |
| 10. | 「涙のらぶれたあ」                            | 山木康世                        | 山木康世                        |
| 11. | 「五月雨」                                    | 細坪基佳                        | 細坪基佳                        |
| 12. | 「ひとりの冬なら来るな」                      | 山木康世                        | 山木康世                        |
| 13. | 「柿の実色した水曜日」                        | 山木康世                        | 山木康世                        |
| 14. | 「ば〜じにあ・すりむ」                        | 細坪基佳                        | 細坪基佳                        |
| 15. | 「初恋 〜 冬銀河」                            | 細坪基佳(初恋) 山木康世(冬銀河) | 細坪基佳(初恋) 山木康世(冬銀河) |

- 無印は、1992年5月5日 東京厚生年金会館にて収録。
- ▲▲は、1992年5月8日 北海道厚生年金会館にて収録。

| #   | タイトル                           | 作詞     | 作曲     |
| --- | ---------------------------------- | -------- | -------- |
| 1.  | 「パレード」                       | 山木康世 | 山木康世 |
| 2.  | 「星は天から大地」                 | 山木康世 | 山木康世 |
| 3.  | 「微笑み」                         | 細坪基佳 | 細坪基佳 |
| 4.  | 「メロディー」                     | 山木康世 | 山木康世 |
| 5.  | 「夕暮れの街」                     | 山木康世 | 山木康世 |
| 6.  | 「プラットホーム」                 | 山木康世 | 山木康世 |
| 7.  | 「雨降り」                         | 山木康世 | 山木康世 |
| 8.  | 「影法師」                         | 山木康世 | 山木康世 |
| 9.  | 「Simple Song」                    | 細坪基佳 | 細坪基佳 |
| 10. | 「春雷」                           | 山木康世 | 山木康世 |
| 11. | 「白い冬」                         | 工藤忠行 | 山木康世 |
| 12. | 「小春日和」(▲▲)                   | 山木康世 | 山木康世 |
| 13. | 「山のロープウェイ」(▲▲)           | 山木康世 | 山木康世 |
| 14. | 「やさしさとして想い出として」(▲▲) | 山木康世 | 山木康世 |

## 参加ミュージシャン
ふきのとう
- 山木康世
- 細坪基佳

MUSICIANS
- Keyboards, A.Piano & Chorus：今泉敏郎
- A.Guitar & Chorus：坂元昭二
- Basses & Chorus：河合徹三
- Drums：高杉登
- E.Guitar, A.Guitar, Ocarina & Chorus：佐藤満
- Violin, Keyboards, Recorder & Chorus：都留教博